# Robin Hood Daffy
Robin Hood Daffy er en Merrie Melodies-tegnefilm fra 1958, der er instrueret af Chuck Jones og skrevet af Michael Maltese. Den blev udgivet 8. marts 1958, og de medvirkende er Daffy And som Robin Hood og Pelle Gris som Broder Tuck.
Det er den sidste af Jones' parodi-tegnefilm med duoen, og den sidste optræden med Pelle Gris i en tegnefilm, som blev vist i biografen, som var instrueret af Jones under den amerikanske tegnefilms guldalder. Det er også den anden parodi på Robin Hood instrueret af Chuck Jones, efter Snurre Snup-filmen Rabbit Hood fra 1949. En redigeret udgave af Robin Hood Daffy var inkluderet i filmen The Bugs Bunny/Road Runner Movie (1979).